# هزارتوی پن
هزارتوی پن (اسپانیایی: El laberinto del fauno‎) فیلمی اسپانیایی‌زبان در ژانر خیال‌پردازی تاریک به نویسندگی و کارگردانی گیرمو دل تورو است که در سال ۲۰۰۶ منتشر شد. بازیگران فیلم ایوانا باکرو، سرژی لوپس، ماریبل وردو، داگ جونز، و آریانا خیل هستند. فیلم پنج سال پس از جنگ داخلی اسپانیا و در اوایل دورهٔ فرانکوئیست جریان دارد و دنیای واقعی را با دنیای اسطوره‌ای مرتبط می‌کند.
هزارتوی پن در ۲۷ مهٔ ۲۰۰۶ در جشنوارهٔ فیلم کن به نمایش درآمد و در ۱۱ اکتبر به‌وسیلهٔ برادران وارنر پیکچرز در اسپانیا اکران شد. این فیلم با تحسین گستردهٔ منتقدان همراه بود و جلوه‌های ویژه، کارگردانی، فیلم‌برداری و اجراها مورد ستایش قرار گرفت. هزارتوی پن بیش از ۸۳ میلیون دلار در گیشه فروش داشت و جوایز مختلفی از جمله سه جایزهٔ اسکار و سه جایزهٔ بفتا کسب کرد.

## داستان
اوفلیا (ایوانا باکرو)، دختر بچه‌ای است که با مادر باردار و ناپدری‌اش، یک نظامی فاشیست، در زمان جنگ‌های داخلی دوران ژنرال فرانکو، دیکتاتور اسپانیا زندگی می‌کند. او روزی حشره‌ای شبیه یک پری می‌بیند که او را به یک «هزارتو» اسرارآمیز هدایت می‌کند که به دنیای زیرزمینی ختم می‌شود. اینجاست که وی با یک فائون برخورد می‌کند و در دنیای خیال و واقعیت ماجراهایی را پشت سر می‌گذارد. کارگردان در این فیلم با هنرمندی دو خط خیالی و حقیقی از زندگی اوفلیا را در پایان به هم مرتبط می‌سازد.

## بازخورد
در وبگاه جمع‌آوری نقد راتن تومیتوز، ٪۹۵ از ۲۳۶ بررسی منتقدان مثبت است و میانگینِ امتیاز آن ۸٫۶۱/۱۰ است. اجماع این وبگاه چنین می‌نویسد: «هزارتوی پن، آلیس در سرزمین عجایب برای بزرگسالان است، همراه با وحشت‌های حقیقی و فانتزی که با هم در افسانه‌ای خارق‌العاده و مسحورکننده ترکیب شده‌اند.» این فیلم در متاکریتیک که از میانگین وزنی استفاده می‌کند، بر اساس نظر ۳۷ منتقدین امتیاز ۹۸ از ۱۰۰ را کسب کرده که نشان‌گر «تحسین همگانی» است. هزارتوی پن در متاکریتیک دارای بالاترین امتیاز در میان فیلم‌های دههٔ ۲۰۰۰ است. این فیلم در زمان نمایش در جشنواره فیلم کن، ۲۲ دقیقه مورد تشویق ایستاده تماشاگران قرار گرفت که یکی از طولانی‌ترین تشویق ها در تاریخ جشنواره است. همچنین در جشنواره بین‌المللی فیلم تورنتو ۲۰۰۶ که اولین اکران آن در قارهٔ آمریکا بود، مورد تشویق قرار گرفت. راجر ایبرت هزارتوی پن را بهترین فیلم سال ۲۰۰۶ و یکی از بهترین فیلم‌های فهرستش معرفی کرده‌است.

## جوایز
- برنده جایزه بهترین فیلم‌برداری انجمن ملی منتقدان فیلم آمریکا
- برنده جایزه اسکار بهترین فیلم‌برداری برای گی‌یرمو نابارو
- برنده جایزه اسکار بهترین چهره‌پردازی برای مونتسه ریبه
- برنده جایزه اسکار بهترین طراحی صحنه
- نامزد جایزه اسکار بهترین موسیقی فیلم برای خاویر نابارته
- نامزد اسکار بهترین فیلمنامه غیر اقتباسی برای گیرمو دل تورو
- نامزد جایزه اسکار بهترین فیلم خارجی زبان